# Sytniaky
Sytniaky (ukr. Ситняки) – wieś na Ukrainie, w obwodzie kijowskim, w rejonie buczańskim, w hromadzie Makarów. W 2001 liczyła 764 mieszkańców, spośród których 744 wskazało jako ojczysty język ukraiński, 19 rosyjski, a 1 inny.